# کالواریا، لیتوانی
کالواریا، لیتوانی (به لاتین: Kalvarija, Lithuania) در لیتوانی با جمعیت ۵٬۰۶۶ نفر است که در شهرستان ماریامپوله واقع شده‌است.